# Gerromorfs
Els gerromorfs (Gerromorpha) són un infraordre d'hemípters del subordre dels heteròpters. Són de vida semi-aquàtica, i la majoria viuen sobre la pel·lícula superficial de l'aigua gràcies a que els tarsos de les potes tenen una pubescència hidròfuga.
Hi destaquen els sabaters, nom comú de diferents espècies de gèrrids, com Gerris lacustris, i d'hidromètrids, com Hydrometra stagnorum.

## Taxonomia
L'infraordre Gerromorpha inclou les següents famílies:
- Superfamília Mesovelioidea Douglas and Scott, 1867
  - Família Mesoveliidae Douglas & Scott 1867
- Superfamília Hebroidea Amyot and Serville, 1843
  - Família Hebridae Fieber 1851
  - Família Macroveliidae McKinstry, 1942
  - Família Paraphrynovellidae Andersen, 1978
- Superfamília Hydrometroidea Billberg, 1820
  - Família Hydrometridae Billberg 1820
- Superfamília Gerroidea Leach, 1815
  - Família Gerridae Leach 1815
  - Família Hermatobatidae Coutière and Martin, 1901
  - Família Veliidae Dohrn 1859